# 탄탕구

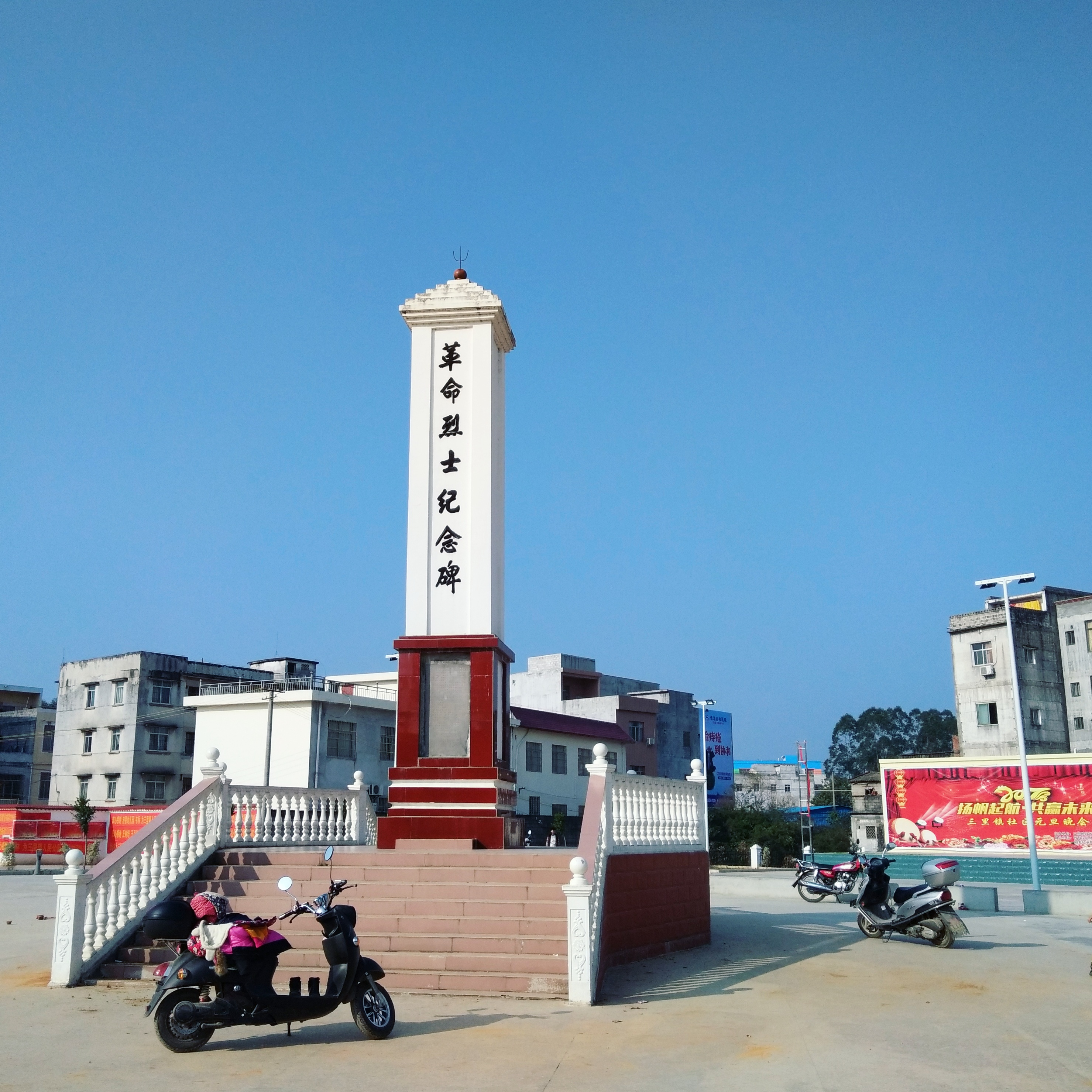

탄탕구(한국어: 담당구, 중국어: 覃塘区, 병음: Tántáng Qū)는 중국 광시 좡족 자치구 구이강 시의 현급 행정구역이다. 넓이는 1502km2이고, 인구는 2007년 기준으로 560,000명이다.

## 행정 구역
6개 진, 4개 향을 관할한다.
- 진: 覃塘镇, 东龙镇, 三里镇, 黄练镇, 石卡镇, 五里镇.
- 향: 山北乡, 樟木乡, 蒙公乡, 大岭乡.